# AK4711
AK4711 war eine deutschsprachige Pop-/Rock-Band.

## Geschichte
Der Name „AK4711“ ist ein Wortspiel aus den Begriffen AK-47, 4711 und den Initialen der Sängerin Anja Krabbe. Diese veröffentlichte bereits die Solo-Alben 497500 und Anjaka und wirkte bei Filmmusik und Soundtracks mit, u. a. Zugvögel … Einmal nach Inari, Das Leben ist eine Baustelle, Im Juli.
Seit 2004 war die Band regelmäßig in der Musik- und Szenesendung Newcomer TV (moderiert von Raffaela Jungbauer) im HR-Fernsehen (Hessischer Rundfunk) und im WDR (Westdeutscher Rundfunk) zu sehen. Dort wurde ihre Teilnahme bei der Jägermeister-Rockliga dokumentiert.
Ihr 2005 veröffentlichter Titel Rock wurde als einer der Titeltracks für EA Sports’ Computerspiel FIFA 06 ausgewählt.
Einem breiteren Publikum stellte sich die Band am 18. Januar 2006 vor, als sie ihren ersten Auftritt in der Sendung TV total hatte. Am 9. Februar 2006 vertrat AK4711 mit dem Titel Kein schönerer Land beim Bundesvision Song Contest das Land Nordrhein-Westfalen und erreichte den 16. und damit letzten Platz.
Am 7. März 2007 gab die Band ihre Auflösung aus persönlichen Gründen bekannt. Anja Krabbe tritt weiterhin solo und in verschiedenen Formationen auf. Cindy Hennes ist in der Formation Bellevue aktiv. Kerstin Sund ist Mitglied der Gruppe Neulich.

## Diskografie

### Alben
- 2006: Erste Hilfe

### EPs
- 2005: Macht Nix + Mehr

### Singles
- 2005: Rock
- 2006: Kein schönerer Land